# Francisco Bendezú Prieto
Francisco Bendezú Prieto o simplemente Paco Bendezú (*Lima, 16 de julio de 1928-† ibídem, 16 de febrero del 2004) fue un escritor, poeta, periodista, traductor y educador peruano. Poeta de matrícula purista, desligado de inquietudes sociales, perteneció a la Generación de 1950 y estuvo ligado al grupo poético próximo a la revista literaria Las moradas que animó el poeta Emilio Adolfo Westphalen entre 1947 y 1949.  «Francisco Bendezú asociaba su poesía al canto a la mujer, pero su otra gran pasión era el mismo lenguaje.»

## Biografía
Fue hijo de Francisco de Paula Bendezú La Barrera y Hermelinda Prieto Cantos. Cursó estudios en el Colegio Italiano Santa Ana, de Tacna (1934-1936); el Colegio La Salle, de Lima (1937); el Colegio Nacional Coronel Bolognesi, de Tacna (1938-1939); y el Colegio Sagrados Corazones Recoleta de Lima (1940-1944).
Ingresó a la Universidad Mayor de San Marcos, en cuya Facultad de Letras siguió la especialidad de Literatura (1945-1951). En San Marcos trabó amistad con los poetas Alberto Valencia Cárdenas y Washington Delgado. Junto con el poeta Valencia fundo Penta Ultra, movimiento literario que se vio interrumpido por causa del golpe militar de Manuel A. Odria en noviembre de 1948. En las aulas sanmarquinas coadyuvó a la organización del Movimiento Pro Paz, cuya presidencia ejerció. Comulgó con la ideología comunista, pero jamás fue intolerante con sus compañeros apristas con los cuales mantuvo amistad a lo largo de los años del destierro y después.
En 1953, durante la dictadura de Odría, fue apresado y desterrado a Chile, donde hizo una activa pero silenciosa vida literaria, muy cerca de los grupos de Pablo Neruda y Nicanor Parra. En el viejo Santiago de los años ´50 compartió la misma pensión de la avenida Providencia con el poeta y periodista aprista Alberto Valencia.
De vuelta al Perú se consagró a las Letras y obtuvo el Premio Nacional de Poesía (1957) a mérito de una compilación inédita que luego apareció bajo el título de Los años.
Viajó a Italia (1958-59 y 1963-64) y estudió en la Universidad de Roma, donde fue discípulo de Giuseppe Ungaretti (uno de los grandes poetas italianos del siglo XX), Bonaventura Tacchi y otros notables profesores. Cuando Víctor Raul Haya de la Torre se fue a vivir a Roma le encargo a Bendezu que le consiguiera una pensión. Bendezu, en nombre de la amistad que lo unía al fundador del partido más importante del Perú alquilo en su nombre el pequeño departamento de la vida Fratelli Bone donde Haya de la Torre vivió varios anos. Bendezu jamás fue aprista pero respeto las ideas y la personalidad de Haya de la Torre a quien reprochaba buscar una revolución para América, mientras el comunismo buscaba una revolución mundial. 
De regreso al Perú, obtuvo por segunda vez el Premio Nacional de Poesía (1966). En San Marcos continuó sus estudios, optando los grados de bachiller (1967) y doctor en Literatura (1968) con dos tesis, respectivamente consagradas a «El vocabulario en la poesía de Alberto Ureta» y «La personalidad poética de Alberto Ureta». Desde entonces se consagró a la docencia universitaria, dando clases de literatura italiana y francesa hasta 1988. Su actividad periodística la desarrolló como crítico de jazz y de cine, en la revista cultural El Caballo Rojo.
Sus últimos años fueron de muchas penurias. Quedó sumido en el abandono y fue presa de la gota y de un cáncer generalizado. Falleció de un paro cardíaco en el hospital Edgardo Rebagliati de Lima.

## Poética
Influenciado por los poetas franceses de la segunda mitad del siglo XIX y por algunas voces del Siglo de Oro español, también supo asimilar el surrealismo, el creacionismo y otras corrientes vanguardistas. Entre sus eclécticas fuentes se puede citar a Luis de Góngora, Arthur Rimbaud, Rubén Darío, José Santos Chocano y la escritura del pintor vanguardista italiano Giorgio de Chirico.
De este modo, en lo que respecta al lenguaje, su constante proceso de retoque y perfeccionamiento estilístico le convierte en uno de los autores más rigurosos y exigentes de la lírica peruana. Luis Alberto Sánchez dice que ello es fruto de su entrañable amor a la expresión como expresión, al margen de todo interés. 

En versos cernidos, usando palabras y giros absolutamente castizos, algunos muy arcaicos, elabora una poesía tan inaccesible a veces como la de Martín Adán, tan metafórica y limpia como la de Eguren; una poesía expresionista, a la que podría calificarse de abstracta en contraposición a la figuratividad de Chocano. Empero, Bendezú rinde pleitesía y hace justicia a Chocano, a quien defiende de ataques incomprensivos en numerosas oportunidades… Bendezú es un poeta de “elite”, que ama el arte por si y por encima de todo. Conoce el idioma profundamente; le complace además sorprender con sus difíciles juegos verbales. Sus metáforas son breves y certeras…

En cuanto a los temas, una constante en su obra es la pasión amorosa y su canto celebratorio a la mujer amada.

Ningún poeta peruano, ni Melgar, ni Salaverry en el siglo XIX, ni Westphalen ni Vallejo en el XX, ha cantado con tanta intensidad a la mujer. Y en la pasión amorosa, solo Moro iguala a Bendezú, verdad que en versión uranista, en la entrega a la persona amada. Tal vez podemos definir al amor con un verso de Bendezú: el siempre y el jamás ardiendo juntos.

Su más celebrada creación, el poema «Twilight» (dedicado a su gran amor, Mercedes) puede ser leído «como un acto de unión "erótica" en donde el encuentro inexistente en la realidad o ya imposible por perdido se concreta en las palabras». (Carlos López Degregori). El poema empieza así:

Yo soy el granizo
que entra aullando
por tu pecho desquiciado.

Soy tu boca.

Yo atesoré a ras del sueño,
debajo de las horas,
el latido de tus pasos por el polvo de Santiago,
y tu densa fragancia de magnolia,
y tu lenta cabellera
con perfil de éxtasis o algas,
y el ardor fulmíneo de tus ojos, que de noche,
como naves sobre el mar,
la bruma iluminaban.

## Obras
- Arte menor (1960), plaqueta que después se integró al poemario Los años.
- Los años (1961), recopilación de sus poemas de 1946 a 1960.
- Cantos (1971)
- El piano del deseo (1983), publicado como separata de la revista Socialismo y Participación N.º 21, marzo de 1983.
- Satori de 1993 ó 3.1416, extenso poema incluido en la revista Páginas N.º 120, abril de 1993.

Han aparecido ocasionalmente poemas suyos en la sección literaria del diario oficial El Peruano entre 1995 y 1997. La mayor parte de su obra poética posterior a 1971 se ha mantenido inédita.

## Obra publicada en antologías
- Traducciones de poesía francesa e italiana en: Ricardo Silva Santisteban (antologador): Antología general de la traducción en el Perú, volumen VI. Lima, Universidad Ricardo Palma - Editorial Universitaria, 2016. ISBN 978-612-4234-62-0.